# Platygaster euxestonotoides
Platygaster euxestonotoides är en stekelart som beskrevs av Peter Neerup Buhl 1998. Platygaster euxestonotoides ingår i släktet Platygaster och familjen gallmyggesteklar. Inga underarter finns listade i Catalogue of Life.